# Egenolfia rhizophylla
Egenolfia rhizophylla là một loài thực vật có mạch trong họ Lomariopsidaceae. Loài này được (Kaulf.) Fée mô tả khoa học đầu tiên năm 1852.